# Giovanni Ventura Borghesi
Giovanni Ventura Borghesi (Città di Castello, 29 ottobre 1640 – Città di Castello?, 13 aprile 1708) è stato un pittore e architetto italiano.

## Biografia
Figlio di Tommaso, di Bartolomeo, e di Maria Grazia di cui si ignora il cognome, lavorò nella bottega di Giovanni Battista Pacetti, un pittore locale detto Lo Sguazzino e nel 1662 ottenne a Città di Castello una carica pubblica. Completò la sua educazione artistica a Roma, tra gli allievi e i seguaci di Pietro da Cortona, in un periodo compreso fra il 1662 e il 1665. Alla morte del Maestro, nel 1669, rimasta incompiuta la pala, destinata all'altare maggiore della chiesa di Sant'Ivo alla Sapienza, Borghesi la portò a termine, seguendo il bozzetto del Berrettini e il 19 maggio 1683 la tela fu messa a parete. Intorno al 1670 Giovanni Ventura Borghesi dipinse due tele per la chiesa di San Nicola da Tolentino: una Natività della Vergine e una Incoronazione della Vergine.
Su commissione di sua sorella Maria Florida, badessa del convento di San Giuseppe a Città di Castello, dipinse nel 1673 il Martirio di San Faustiniano, ora conservato a Roma, alla Pinacoteca Capitolina. L'opera ricalca gli schemi di Pietro da Cortona, ma risente anche l'influsso classicheggiante, introdotto a Roma da Carlo Maratta e da Giacinto Brandi. Chiamato dall'imperatrice Eleonora Gonzaga-Nevers, Borghesi soggiornò in Germania e poi a Praga, e dipinse a olio e ad affresco.
Intorno al 1683, a Roma, fu insignito della onorificenza di cavaliere da papa Innocenzo XI, per aver affrescato la cappella del collegio di Propaganda Fide; ma la decorazione è poi scomparsa.

### Ritorno nella città natale
Nel 1685 tornò a Città di Castello. Opera sua sono i SS. Quattro, per la chiesa di Santa Margheritina, mentre i due quadri con Santa Caterina e Sant'Antonio, per la chiesa della Madonna del Buon Consiglio, sono forse di mano di suoi allievi. Composizioni armoniche, nella stesura del colore e nel chiaroscuro, sono i dipinti Gloria di San Sebastiano, nella chiesa omonima, e i quattro ovati del duomo, con Fatti della vita di Santa Caterina che sono ritenuti i suoi capolavori.
Altre volte tendeva a forme più realistiche, nella posizione delle figure, nell'uso della luce, nell'espressività dei visi, ad esempio nella Visione di San Pellegrino Laziosi risanato da Gesù crocifisso, da lui dipinta per la chiesa della Madonna delle Grazie e che risente di stimoli caravaggeschi (post 1685). Si racconta che il santo, gravemente ferito alla gamba, sia stato risanato da Cristo, sceso dalla croce. Con questo stile più vicino al realismo dipinse il Martirio di San Vincenzo, per  la chiesa della Madonna del Belvedere (post 1684) e la Madonna col Bambino e San Filippo, per la chiesa di San Filippo.

### Altre opere
Per la Cattedrale di Sant'Emidio, ad Ascoli Piceno Giovanni Ventura Borghesi realizzò una Madonna in gloria e santi (ora alla locale Pinacoteca Civica) e per i padri domenicani di Perugia dipinse, nel 1705, il Martirio di San Pietro.
Due sue composizioni allegoriche sono note unicamente perché ne furono tratte incisioni, da Pietro Santi Bartoli e dal francese Étienne Baudetː esemplari di queste incisioni sono conservati all'Istituto Nazionale per la Grafica, a Roma. Nella veste di architetto, egli progettò apparati per le Quarantore e nel 1690 ideò un apparato per il Duomo di Città di Castello. Suo è il disegno dell'altare di s. Pellegrino, nella chiesa di Santa Maria delle Grazie, e suo è il disegno, del 1695, della porta d'ingresso al relativo oratorio.